# پلاستر سیتی (کالیفرنیا)
پلاستر سیتی (به انگلیسی: Plaster City) یک منطقهٔ مسکونی در ایالات متحده آمریکا است که در شهرستان ایمپریال، کالیفرنیا واقع شده است. پلاستر سیتی ۳۲ متر بالاتر از سطح دریا واقع شده است.